# Ocre de ru
Cet article court présente un sujet plus développé dans : Ocre.
L'ocre de ru est une argile très fine qui se dépose aux bords des petits ruisseaux. Elle a la couleur des terrains qu'elle traverse, principalement jaune à jaune orangé.
C'est une variété d'ocre dite en ancien français « ocre de ru » ou ocre de ruisseau. Elle s'emploie comme pigment en peinture en bâtiment et en peinture artistique[réf. souhaitée].